# フォルトゥナの瞳
『フォルトゥナの瞳』（フォルトゥナのひとみ）は、作家・百田尚樹が著した日本の小説である。2015年12月1日に新潮社より刊行された。仕事に打ち込んできた青年が1人の女性と出会い、愛することで生きる喜びを見出しつつも、人の死の運命が透けて見えてしまう能力である「フォルトゥナの瞳」を手に入れてしまったことにより、死の運命にあることが分かってしまった愛する女性の死を回避しようとする恋愛小説である。
2019年に映画が公開された。

## あらすじ
他人の死が見えてしまうという不思議な力を持ってしまった青年(木山慎一郎)が主人公である。幼少期に火事で家族を失い、友人も恋人もなく仕事にのみ生きてきた慎一郎。しかし、慎一郎が「死を目前にした人間が透けて見える能力」＝「フォルトゥナの瞳」を持っていることに気づいてしまったことから、生活が一変。なぜこのような力を持ってしまったのかを自問自答する苦悩の日々が続く。そんな日々の中で慎一郎は桐生葵という女性に出会い、互いに惹かれあった2人は幸せな日々を過ごす。慎一郎の孤独な人生に彩りを与えてくれた葵という存在。しかし、葵の身体が突然透け始めてしまう。

## 映画
2019年2月15日に全国公開された。主演は神木隆之介、監督は三木孝浩。
舞台が原作の横浜地区から神戸地区に変更されている。
ロケは、神戸市・西宮市・大阪市と橿原市などの奈良県など、2018年5月から6月まですべて関西で行われた。

### キャスト
木山慎一郎
演 - 神木隆之介
事故で家族を失って以降、仕事ひと筋に生きてきた青年。ある日、死ぬ直前の人間が透けて見える「フォルトゥナの瞳」を手に入れてしまう。
桐生葵
演 - 有村架純
初めて慎一郎が愛した女性。「フォルトゥナの瞳」を手に入れたことで苦しむ慎一郎の心の支えとなる。
金田大輝
演 - 志尊淳
慎一郎が勤務する「GARAGE ENDO」に勤める青年。仕事はできるが、社長に気に入られている慎一郎を快く思っていない。
宇津井和幸
演 - DAIGO
「GARAGE ENDO」の常連客。
植松真理子
演 - 松井愛莉
かつて「GARAGE ENDO」に勤めていた慎一郎の同僚。
黒川武雄
演 - 北村有起哉
慎一郎の主治医。自身も「フォルトゥナの瞳」を持っており、それを手に入れてしまった慎一郎に助言をする。
遠藤美津子
演 - 斉藤由貴
遠藤哲也の妻。慎一郎を陰ながら見守る。
遠藤哲也
演 - 時任三郎
慎一郎と金田が勤務する「GARAGE ENDO」の社長。仕事ひと筋に生きようとする慎一郎を気遣う。

### スタッフ
- 原作：百田尚樹『フォルトゥナの瞳』（新潮文庫刊）
- 監督：三木孝浩
- 脚本：坂口理子、三木孝浩
- 音楽：林ゆうき
- 主題歌・挿入歌：ONE OK ROCK「In the Stars（feat. Kiiara）」（A-Sketch）[8]
- 製作：市川南
- 共同製作：村田嘉邦、畠中達郎、弓矢政法、髙橋誠、渡辺章仁、吉川英作、板東浩二、田中祐介
- エグゼクティブ・プロデューサー：山内章弘
- 企画：橋口一成
- 企画プロデュース：臼井央、春名慶
- プロデューサー：川田尚広、西野智也
- プロダクション統括：佐藤毅
- 撮影：山田康介
- 美術：花谷秀文
- 録音：豊田真一
- 照明：渡部嘉
- 編集：坂東直哉
- 助監督：清水勇気
- 製作担当：相川真範
- VFX：鎌田康介
- 装飾：鈴木仁
- スタイリスト：望月恵
- ヘアメイク：倉田明美
- 音響効果：大塚智子
- スクリプター：古保美友紀
- 音楽プロデューサー：北原京子
- 企画協力：新潮社
- 配給：東宝
- 製作プロダクション：東宝映画
- 製作：「フォルトゥナの瞳」製作委員会（東宝、博報堂DYミュージック&ピクチャーズ、アミューズ、ジェイアール東日本企画、KDDI、ローソンエンタテインメント、日本出版販売、ひかりTV、GYAO）